# Make It Bun Dem
"Make It Bun Dem" là một sản phẩm âm nhạc được sản xuất bởi DJ người Mỹ Skrillex và Damian "Jr. Gong" Marley. Single này được phát hành vào ngày 1 tháng 5 năm 2012.

## Bối cảnh
Bài hát bắt đầu bằng một bản gốc, không có lời bài hát vào đầu năm 2012. Nhạc công không có tên và chỉ được phát trực tiếp. Các fan gọi là bài hát "Rudeboy Bass" vì nó đã sử dụng mẫu "Rudeboy bass" trộn lẫn chỗ này. Bài hát sau đó được chỉnh sửa lại và giọng hát của Damian Marley " Welcome to Jamrock " đã được thêm vào. Skrillex cuối cùng đã gửi demo cho Damian. Thay vì phát hành bài hát như là một bản remix của "Welcome to Jamrock", Damian đã đề nghị thu âm giọng hát ban đầu cho bài hát, thay thế cho các bài hát trước đó. Phiên bản này của bài hát, với giọng hát mới, đã được trình chiếu tại Surrender Night Club ở Las Vegas vào ngày 21 tháng 1 năm 2012. Damian đã đăng phiên bản cuối cùng của bài hát không tên, cuối cùng xác nhận là "Make It Bun Dem" trên SoundCloud của mình trang, Vào ngày 16 tháng 4 năm 2012, như một ca khúc chỉ nghe.

## Video nhạc
Video nhạc cho "Make It Bun Dem" do Tony Truand đạo diễn  và ra mắt vào ngày 6 tháng 9 năm 2012 qua kênh YouTube chính thức của Skrillex. 
Video này mô tả mâu thuẫn giữa người dân mất nhà cửa của họ và nhà phát triển bất động sản khi đất của họ bị biến thành miền tráng lệ của người khác và nhân viên tìm cách trục xuất họ để làm giàu cho một nhà phát triển bất động sản.
Video bắt đầu bằng một nhân viên thực thi mã số gõ cửa những người bị trục xuất khỏi nhà của họ, và các nạn nhân và gia đình của họ đang bị kéo ra từ nhà của họ. Một người đàn ông Mỹ bản địa đang chờ đợi đến lượt của mình, khi con trai ông về đến nhà và đi vào sân sau để thực hiện một điệu nhảy cầu mưa cùng với hai cậu bé đang theo dõi anh ta trong sự thích thú. Trời bắt đầu mưa, nó làm cho tờ bản đồ ghi kế hoạch phát triển của người thực thi mã số bị ướt và bay đi. Vài ngày sau, hai cha con người Mỹ bản địa tiến hành một nghi lễ, đầu tiên, người cha bôi sơn đỏ lên mặt chàng trai và đưa cho anh ta một chùm lông. Anh ta đi ra sân sau và triệu hồi ra được một con đại bàng ánh sáng từ ngực của anh ta, trong khi cha anh đang gõ trống để thực hiện nghi lễ. Các nhân viên đi cùng với người thực thi mã số đến nhà, nhưng sau đó từ chối giúp anh ta đột nhập vào nhà và ra hiệu ngón tay khiêu khích (ngón tay giữa, ngón f*ck), vì vậy nhân viên thực thi mã số chỉ có thể đi vào sân sau, và gặp được với cái nhìn của chàng trai người Mỹ bản xứ và đại bàng vàng. Con chim bay về phía người đàn ông và đóng máy đột ngột. Cảnh cuối là hình ảnh người cha người Mỹ bản địa ngồi trong phòng khách cùng với 3 con chó của ông. Bài hát kết thúc.
Video này được quay ở Lincoln Park, Michigan, với hai đứa trẻ địa phương đứng xem cậu bé người Mỹ gốc Phi (do Zakiah Phillips thủ vai) nhảy múa.

## Sử dụng trong phương tiện truyền thông
"Make It Bun Dem" được sử dụng trong trò chơi điện tử Far Cry 3 . Ca khúc có thể nghe được khi chơi dưới hình thức vòng tròn trong "Kick the Nestet Nest", nhiệm vụ mà người chơi buộc phải tiêu diệt năm cánh đồng cần sa bằng cách đốt cháy chúng với một máy phun lửa. Bài hát cũng xuất hiện trên một tập của The Magicians .

## Make it bun dem after hours EP
Các bản remix chính thức từ Alvin Risk và Culprate đã bị rò rỉ, với Alvin chơi bản remix của mình trong chuyến lưu diễn Freaks Of Nature của Kaskade và bản remix Culprate do Modestep Radio và Gemini phát. 
David Heartbreak tiết lộ rằng anh sẽ xuất hiện trong một bản remix chính thức của EP.
Vào ngày 25 tháng 8 năm 2012, Alvin Risk chia sẻ một liên kết cá nhân qua Facebook để remix của mình trên trang Skrillex Soundcloud chính thức. Điều này chỉ có thể truy cập được đối với những người có liên kết. Tác phẩm nghệ thuật chính thức cũng được đưa vào bài hát, xác nhận một album Make It Bun Dem After Hours EP.
Cùng ngày, một Soundcloud tin thiết lập  đã được tiết lộ chứa 6 ca khúc Remix EP đầy đủ. Các bản remix gồm có Culprate, Brodinski, French Fries, David Heartbreak, Flinch và Alvin Risk. 
Ngày phát hành được xác nhận là ngày 28 tháng 8 năm 2012 và đoạn video giới thiệu chính thức đã được tải lên kênh YouTube của Skrillex vào ngày 27 tháng 8 năm 2012. 
Vào năm 2015, Album track listing trên iTunes đã được sửa đổi từ bản phát hành gốc, với Track 01- Make It Bun Dem, được đổi thành phiên bản remixed từ "Caspa Dubstep Sessions 2012". Phiên bản remix mới có cùng tên theo dõi với bản gốc. Thời gian chạy là 1:32.
Tên của video này là cách viết tắt của cụm "Make it burn them" tứ là làm nó thiêu cháy họ.
Hiện tại video đạt hơn 270 triệu lượt xem, 1,7 triệu lượt thích với số lượt chia sẻ là 1,6 triệu và đem lại 250 lượt đăng ký. Phong cách âm nhạc tương tự First of the year và Bangarang.

## Theo dõi danh sách
| Tải xuống kỹ thuật số | Tải xuống kỹ thuật số                      | Tải xuống kỹ thuật số |
| STT                   | Tên gọi                                    | Chiều dài             |
| --------------------- | ------------------------------------------ | --------------------- |
| 1.                    | "Make it Bun Dem"                          | 3:33                  |
| 2.                    | "Make it Bun Dem" (Culprate Remix)         | 3:54                  |
| 3.                    | "Make it Bun Dem" (Brodinski Remix)        | 4:32                  |
| 4.                    | "Make it Bun Dem" (French Fries Remix)     | 4:34                  |
| 5.                    | "Make it Bun Dem" (David Heartbreak Remix) | 3:30                  |
| 6.                    | "Make it Bun Dem" (Flinch Remix)           | 3:56                  |
| 7.                    | "Make it Bun Dem" (Alvin Risk Remix)       | 3:59                  |
| số 8.                 | "Make it Bun Dem" (Pegboard Nerds Remix)   | 4:51                  |
| Tổng chiều dài:       | Tổng chiều dài:                            | 32:49                 |

## Biểu đồ
| \| Biểu đồ (2012-13) \| Vị trí cao điểm \| \| -------------------------------------------------- \| --------------- \| \| Úc (ARIA) \| 27 \| \| Áo (Ö3 Áo Top 40) \| 34 \| \| Bỉ (Ultratop 50 Flanders) \| 15 \| \| Pháp (SNEP) \| 87 \| \| New Zealand (Nhạc ghi âm) \| 16 \| \| Slovakia (Rádio Top 100) \| 61 \| \| Thụy Điển (Sverigetopplistan) \| 48 \| \| Khiêu vũ Vương quốc Anh (Official Charts Company) \| 14 \| \| Chỉ ở nước Anh Official Charts Company) \| 58 tuổi \| \| Hoa Kỳ Bubbling Dưới Hot 100 Singles ( Billboard ) \| 6 \| \| Bài hát số của Reggae của Hoa Kỳ (Billboard ) \| 1 \| |                 |
| Biểu đồ (2012-13) | Vị trí cao điểm |
| Úc (ARIA) | 27              |
| Áo (Ö3 Áo Top 40) | 34              |
| Bỉ (Ultratop 50 Flanders) | 15              |
| Pháp (SNEP) | 87              |
| New Zealand (Nhạc ghi âm) | 16              |
| Slovakia (Rádio Top 100) | 61              |
| Thụy Điển (Sverigetopplistan) | 48              |
| Khiêu vũ Vương quốc Anh (Official Charts Company) | 14              |
| Chỉ ở nước Anh Official Charts Company) | 58 tuổi         |
| Hoa Kỳ Bubbling Dưới Hot 100 Singles ( Billboard ) | 6               |
| Bài hát số của Reggae của Hoa Kỳ (Billboard ) | 1               |

## Giấy chứng nhận
| Khu vực                                         | Chứng nhận | Đơn vị được chứng nhận / Bán hàng |
| ----------------------------------------------- | ---------- | --------------------------------- |
| Ý (FIMI)                                        | Vàng       | 15.000 *                          |
| Hoa Kỳ (RIAA)                                   | Vàng       | 500.000 ^                         |
| * Doanh số bán hàng dựa trên chứng chỉ một mình |            |                                   |